# Dimítrios Gúnaris
Dimítrios Gúnaris (em grego: Δημήτριος Γούναρης; 1866 — 1922) foi um político da Grécia. Ocupou o cargo de primeiro-ministro da Grécia.

## Primeiro governo
Ele foi nomeado primeiro-ministro após a primeira renúncia de Eleftherios Venizelos em 1915 pelo rei Constantino I. Por seu papel antivenizelista e pró-neutralidade, ele foi exilado com outros proeminentes antivenizelistas para a Córsega em 1917, após o retorno de Venizelos ao poder em Atenas. Ele conseguiu escapar para a Sardenha, Itália, em 1918, mas só conseguiu retornar à Grécia em 1920, para participar das cruciais eleições de novembro como líder de fato da "Oposição Unida", em meio à Guerra Greco-Turca de 1919-1922.

## Segundo governo e guerra contra a Turquia
Após a derrota de Venizelos, Gounaris controlou a maioria dos deputados no parlamento e foi a principal força motriz dos seguintes governos monarquistas, mas ele próprio só o cargo de primeiro-ministro em março de 1921. Embora estivesse disposto a se comprometer com os turcos, como mostrou nas negociações de Londres no início de 1921, a fim de aumentar a pressão sobre os turcos kemalistas, ele concordou com o lançamento da ofensiva grega de março de 1921. O exército grego não estava preparado e o ataque foi repelido na Segunda Batalha de İnönü, resultando na primeira derrota grega na Guerra Greco - Turca. Após o avanço grego bem-sucedido em direção a Esquixequir e Afioncaraquissar em julho, ele pediu a continuação do avanço em direção a Ancara, que, no entanto, foi interrompido na Batalha de Sacaria. Depois que os gregos recuaram para formar uma nova frente, ele apelou aos Aliados, e especialmente ao Reino Unido da Grã-Bretanha e Irlanda, para assistência e mediação.
Embora Gounaris tenha ameaçado os britânicos com uma retirada unilateral, seu governo manteve as posições do exército grego, não sendo capaz de arcar com o custo político de abandonar a Ásia Menor e os muitos gregos que ali viviam às represálias turcas. O aprofundamento da crise política provocou a queda do governo de Gounaris em maio de 1922, após sobreviver marginalmente a um voto de confiança, mas o predomínio de seus seguidores na Assembleia Nacional fez com que ele apenas trocasse o cargo de primeiro-ministro pelo de ministro da Justiça no governo de Petros Protopapadakis.

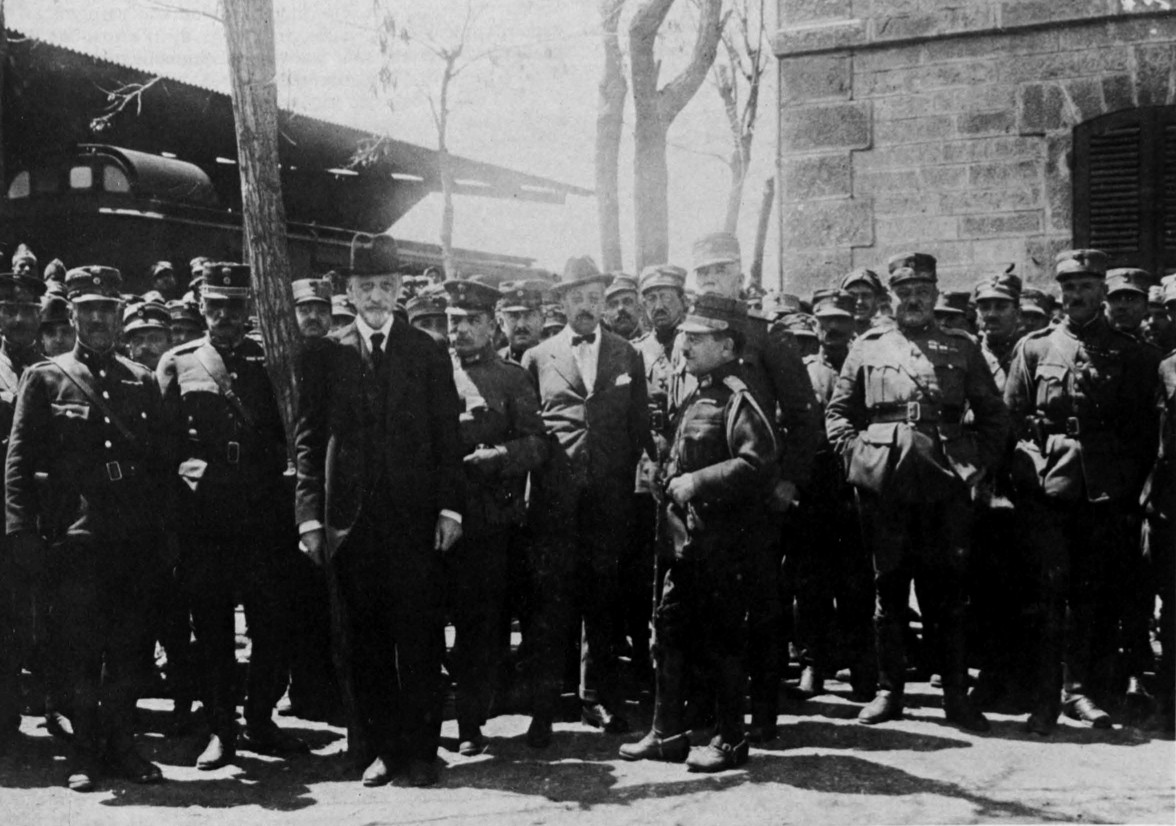
Gounaris com oficiais na Ásia Menor, 1921

## Julgamento, execução e legado
Após o desastre de agosto de 1922 e a derrota dos gregos pelas forças de Mustafa Kemal, os remanescentes do exército grego se revoltaram em setembro e o governo foi deposto. Os rebeldes predominantemente venizelistas, sob a liderança do coronel Nikolaos Plastiras, formaram um tribunal militar para julgar aqueles que foram considerados responsáveis pela catástrofe. O chamado "Julgamento dos Seis", convocado em novembro de 1922, considerou os réus, Gounaris entre eles, culpados de traição. Ele foi executado junto com os outros em Goudi no mesmo dia do veredicto, em 28 de novembro. Embora Gounaris tenha, sem dúvida, uma medida de responsabilidade pelas ações militares e diplomáticas que levaram à derrota grega em 1922, seu julgamento e execução são amplamente percebidos como mais um ato de bode expiatório para desabafar a raiva do povo, além de ser motivado principalmente pelo ódio da facção venizelista em relação a ele.

Gounaris, juntamente com alguns políticos conservadores, foram os primeiros a propor emendas à Constituição grega para permitir o direito ao sufrágio feminino. A emenda acabou não sendo aprovada. Gounaris era tio de Panagiotis Kanellopoulos.